# Albert von Keller

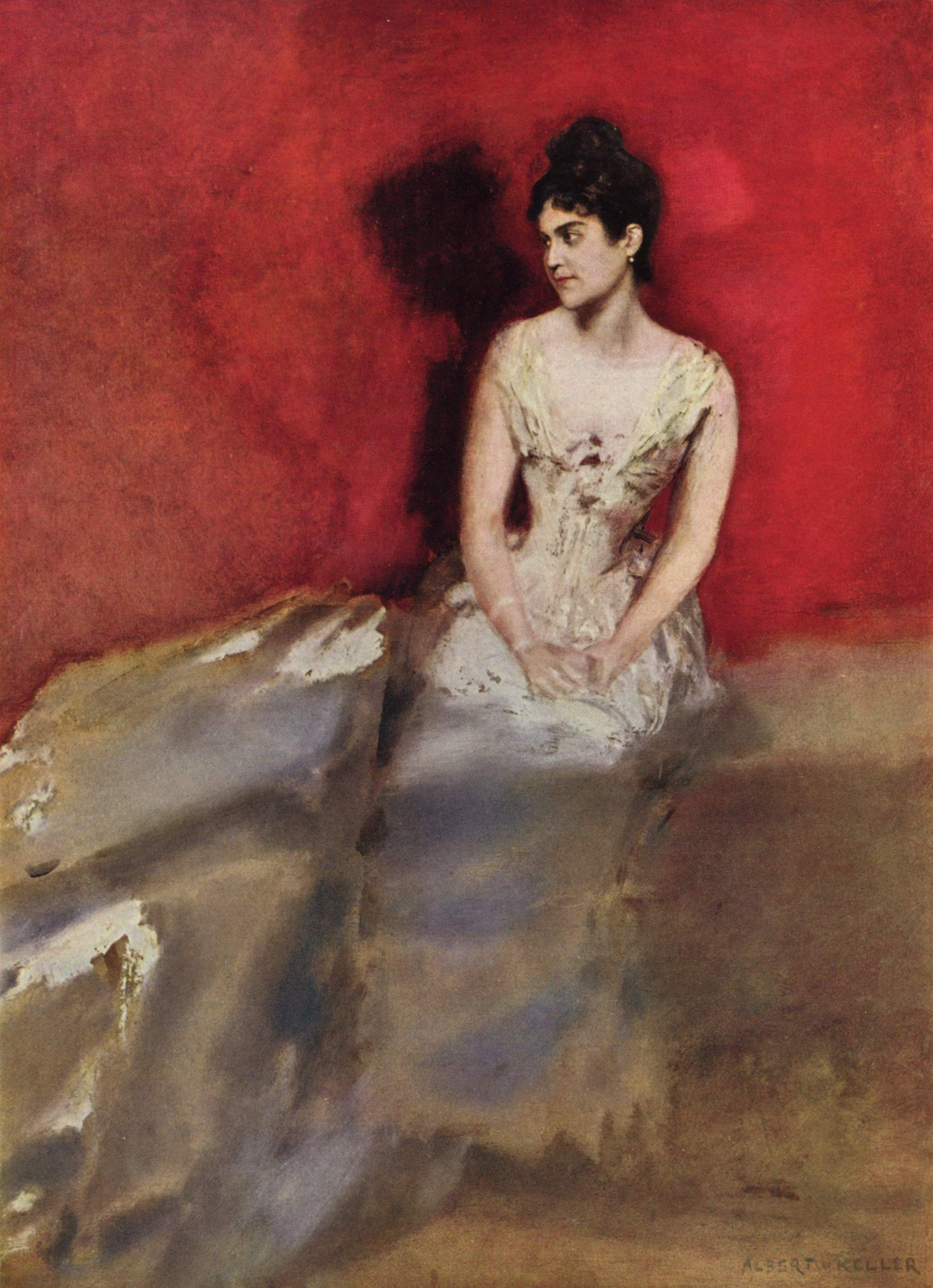
Retrato de la mujer de Albert Keller.

Albert von Keller (Gais, Suiza, 27 de abril de 1844 - Múnich, 14 de julio de 1920) fue un pintor alemán.
Keller estudió en la Academia de Múnich, donde fue alumno de Franz von Lenbach y Arthur von Ramberg. Debe incluirse entre los coloristas más importantes de la escuela moderna alemana. Sus viajes a Italia, Francia, Inglaterra y Holanda, así como su residencia por un tiempo en París, le ayudaron a desarrollar su estilo, que llegó a caracterizarse por un sentido de la elegancia y un refinamiento poco comunes en el arte alemán. Sus escenas de la vida de sociedad, como su famosa obra Dinner (1890), muestran un espíritu que puede denominarse parisino, y sus retratos destacan por la misma distinción elegante. Fue especialmente hábil en plasmar la textura de los vestidos y telas de seda y satén.
En 1911, su obra Jairi Töchterlein (1886) se exponía en la Pinacoteca Antigua de Múnich, el museo de Königsberg albergaba su Roman Bath y la colección Liebieg en Reichenberg su Audiencia con Luis XV, el primer cuadro que centró la atención en su talento. Entre otros de sus trabajos se encuentran Faustina en el Templo de Juno en Praeneste, El sueño de las brujas (1888), El juicio de Paris, La hermana feliz, Tentación (1892), Otoño (1893), Una aventura (1896) y La crucifixión.